# Niimi
Niimi (新見市 -shi) é uma cidade japonesa localizada na província de Okayama.
Em 2003 a cidade tinha uma população estimada em 23 842 habitantes e uma densidade populacional de 67,73 h/km². Tem uma área total de 351,99 km².
Recebeu o estatuto de cidade a 1 de Junho de 1954.

## Cidades-irmãs
- New Paltz, Estados Unidos
- Sidney, Canadá